# Taleporia politella
Taleporia politella is een vlinder uit de familie zakjesdragers (Psychidae). De wetenschappelijke naam van deze soort is voor het eerst geldig gepubliceerd in 1816 door Ochsenheimer.
De soort komt voor in Europa.